# 전각 나이트 블러드
전각 나이트 블러드(일본어: 戦刻ナイトブラッド, Sengoku Night Blood)는 마블러스 엔터테인먼트, 가도카와, 아이디어 팩토리의 Otomate가 협업하여 개발한 일본의 부분 유료화 오토메 게임이다. 2017년 5월 29일에 일본에서 안드로이드와 iOS 장치용으로 출시되었다. 총 12화의 일본의 애니메이션 텔레비전 시리즈 각색판은 타이푼 그래픽스가 맡았으며 2017년 10월 3일부터 12월 26일까지 방영되었다. 닌텐도 스위치 이식판이 계획되었으나 취소되었다.
2019년 10월 24일, 이 게임은 2019년 12월 25일에 중단될 것이라고 발표되었다.